# Битва при Фрауштадте
Фрауштадтское сражение (швед. Slaget vid Fraustadt) — крупное сражение Великой Северной войны между саксонско-русской армией Маттиаса Иоганна фон дер Шуленбурга и шведской армией Карла Густава Реншильда, произошедшее возле Фрауштадта (в настоящее время Всхова — город в Польше, пол. Wschowa, нем. Fraustadt). В сражении союзники потерпели катастрофическое поражение.
В начале 1706 года саксонский генерал Шуленбург (до 20 тысяч, в том числе русский вспомогательный корпус) был направлен против шведского фельдмаршала Реншильда (10—12 тысяч), оставленного Карлом XII при Бенчине (у Силезской границы) для наблюдения за саксонцами. Узнав о выдвижении Шуленбурга, Реншильд пошёл навстречу. Противники встретились у Фрауштадта 13 февраля (новый стиль). Реншильд велел своему правому флангу обойти левый фланг противника, где находился русский вспомогательный корпус. Он был опрокинут, а саксонская конница этого фланга обратилась в бегство, и тогда шведская кавалерия довершила поражение русских. Центр саксонцев также был прорван. Только их правое крыло под личным началом Шуленбурга держалось некоторое время, но и оно должно было отступить в Фрауштадт; кавалерия же, отойдя за этот город, бросилась к Силезии, чем обнажила свою пехоту, которая сдалась у Брицена. Сражение продолжалось 2 часа. Шуленбург потерял всю армию: 6 тысяч убитыми и ранеными, более 8 тысяч пленными (в числе последних Г. Г. Востромирский — командир русского вспомогательного корпуса), 29 орудий, 2 гаубицы, 44 мортиры, 68 знамён. Урон шведов — 1400 убитыми и ранеными ().
Под Фрауштадтом союзники потерпели самое сокрушительное поражение после Нарвской катастрофы.
Пётр I назвал это сражение «несчастливая саксонская баталия».

## Предыстория
Карл XII начало зимы 1706 провёл в Варшаве, где устроил торжественное коронование Станислава Лещинского, своего ставленника на польско-литовский трон, а затем двинулся на север и в середине января перешёл через замёрзший Неман. Пётр I был в Москве.
В Гродно, кроме русских, находился Август II с малой частью своих польско-саксонских войск. Пётр перед отъездом поручил главное командование Августу. Но когда совсем неожиданно Карл в середине января оказался почти со всей своей армией на Немане, король Август II, пока ещё пути были свободны, покинул находящийся под угрозой Гродно и отправился в Варшаву с частью польских и саксонских войск. Командовать русским гарнизоном Гродно остался генерал-фельдмаршал-лейтенант Г. Б. Огильви. Август II взял с собой 2/3 всей конницы, находившейся в гродненском укреплении (четыре драгунских полка из шести). Увод конницы тяжко отразился на положении русской армии в Гродно, когда Карл XII внезапно появился на Немане и началась блокада города и замка. Осаждённые были отныне почти лишены возможности производить столь нужные им фуражировки для добывания припасов из окрестностей.
В Гродно состоялся военный совет, на котором союзное командование во главе с королём Августом сформулировало общий план действий союзников в зимней кампании 1706 года. Русская армия на укреплённых позициях в Гродно должна была удерживать силы Карла 12, а саксонская армия должна была занять оставленную шведами Польшу, где был оставлен лишь корпус К. Реншильда и несколько небольших гарнизонов. Далее, либо Карл уходит обратно в Польшу и снимает угрозу разгрома русской армии, либо союзники объединяются и, пользуясь своим численным превосходством, навязывают шведам генеральное полевое сражение. В соответствии с этим планом 20 января король Август отправил приказ саксонской армии вторгнуться в Польшу. В это время основные силы саксонской армии под командованием фельдмаршала Адама Штейнау (ок. 12 тыс. чел. при 32 орудиях) располагались на зимних квартирах в саксонской области Лузация. Вместе с ними находился русский вспомогательный корпус под командованием генерал-поручика Иоганна Паткуля, насчитывавший около 6,5 тыс. чел. В соответствии с договором от 12 октября 1703 года Россия обязалась предоставить на польско-саксонскую службу 12 тыс. пехоты, которые в течение шести месяцев в году, «когда в поле против неприятеля будут», должны были содержаться за счёт российской казны, а в течение шести месяцев на зимних квартирах — за счёт польско-саксонской стороны. Весной-летом 1705 года за счёт выделенных саксонцами средств и кредита, оформленного под поручительство русского посла в Польше князя Григория Долгорукова, Паткуль смог выдать в полки единообразное оружие и новые мундиры, сшитые по саксонскому образцу: белые кафтаны с красными, синими и авроровыми обшлагами, красные камзолы и чёрные шляпы. Также Паткуль уделил большое внимание и обучению солдат: на службу были наняты иностранные офицеры, были переведены на русский язык саксонские уставы, разработан комплекс строевых и ружейных инструкций. В целом, по мнению самого Паткуля, выучка солдат русского корпуса к 1705 году была доведена до общего уровня саксонской армии.
Если российская сторона выполняла свои обязательства, то саксонцы регулярно задерживали выплату жалования и поставку продовольствия. В результате из-за плохого снабжения в полках русского корпуса начались голод, болезни и дезертирство. Мундиры многих русских солдат и офицеров превратились в лохмотья. Единственное, что содержалось в полном порядке, — это оружие. В этой ситуации Паткуль и русское правительство начали прорабатывать возможность отвода корпуса в Россию или перевода корпуса на службу Австрии или Пруссии. Поход через Польшу в Россию был признан невозможным из-за действовавшей там шведской армии, и в декабре 1705 года Паткуль заключил с Австрией договор о переходе корпуса на австрийскую службу. Но почти сразу Паткуль был арестован саксонскими властями по обвинению в измене, а командование корпусом передано генерал-лейтенанту Г. Г. Востромирскому.

## Маневрирование перед сражением
Саксонский генерал-лейтенант И. М. фон Шуленбург, заменивший 16 января 1706 г. А. Штейнау, получил королевский указ о походе в Польшу 6 февраля. Уже через два дня его армия, включая русский вспомогательный корпус, выступила в поход. В тот же день, 8 февраля, войска вышли к Одеру и начали переправу, основные силы пехоты и кавалерии сконцентрировались в тот же день у деревни Боядли. Артиллерия и обоз были перенаправлены на противоположный берег 9 февраля. Выступление саксонцев было сразу же обнаружено шведами и не стало для них неожиданностью: шведский командующий в западной Польше фельдмаршал Карл Реншильд с конца января регулярно получал сообщения о концентрации саксонских войск в районе Сорау и о полученном Шуленбургом приказе выдвинуться в Польшу. Реншильд знал и о том, что король Август с кавалерией (её численность шведы оценивали в 2 тысячи человек) идёт из Гродно в Польшу и уже отдал приказ о соединении Браузе и младшему брату саксонского командующего Даниэлю Бодо фон дер Шуленбургу. Шведский генерал-фельдмаршал решил не дожидаться соединения своих противников и разбить их по частям. Он начал сбор своих войск с зимних квартир 5 февраля у Костена, направив генерал-майора Александра Хуммерхельма с 2 тысячами кавалеристов к Одеру для наблюдения за противником. 10 февраля Реншильд получил известие, что Шуленбург форсировал Одер и занял Шлаву. Но известие было ошибочным, ведь на самом деле саксонцы продолжали стоять в Боядли, а к Шлаве был выдвинут небольшой передовой отряд в 300 человек. Тем не менее Реншильд решил, что саксонцы собираются двинуться на восток к Лиссе и немедленно выступил им наперерез к Фрауштадту, куда и прибыл в тот же день (10 февраля).
Движение шведской армии было обнаружено саксонцами. На военном совете в Боядли 10 февраля было решено двинуться на шведов на Фрауштадт и Лиссу. На следующий день, 11 февраля, саксонская армия выступила через Контопп на Бренно, выслав на восток к Ильгену 500 человек под командой полковника Александра Дитриха фон Эйхштедта. Вскоре от этого отряда было получено известие, что шведы от Фрауштадта двинулись на запад на Вейгмансдорф. Этот манёвр мог отрезать Шуленбурга от Саксонии, поэтому он повернул на юг к Шлаве. Реншильд выступил в тот же день, 11 февраля, на запад через Вейгмансдорф к Шлаве. Шведский полководец намеревался атаковать и разбить врага, даже если это приведёт к нарушению имперской границы. Противник (то есть саксонцы) стоял у Шлавы, «находясь за лесом и рекой», так, что «трудно было бы подойти к нему». Реншильд нашёл своего противника хорошо защищённым естественными преградами, так что шведское превосходство в кавалерии не сыграло бы роли. Последовало решение постараться дать бой на другой местности. Более выгодная для шведов местность находилась в окрестностях Фрауштадта. Также исчезала опасность нарушения имперской границы. Узнав о подходе к Шлаве саксонцев, Реншильд отменил свой приказ и распорядился отходить обратно к Фрауштадту. Сам генерал-фельдмаршал комментирует это следующим образом: «Когда я принял решение отойти к Фрауштадту, я думал заманить противника за собой и лишить преимущества, изображая перед ним, будто я желаю действительно отступить, а чтобы противник двинулся за мной наверняка, я как в Силезии, так и во Фрауштадте позволил о ретираде разгласить». Таким образом, Реншильд намеревался заманить противника на выгодную местность, распустив слух, что собирается посредством отступления избежать битвы. Противники приблизились на расстояние менее одного дневного перехода друг от друга. Всю ночь обе стороны простояли под ружьём: саксонцы у Шлавы, а шведы — у Фрауштадта. Шведская пехота разместилась в Фрауштадте, кавалерия в деревнях Оберпричен и Нидерпричен. Горожане были осведомлены, что шведы стараются избежать столкновения с превосходящей их силы саксонской армией. 12 февраля в 7 утра шведский обоз был отправлен в Швецкау, войска поднялись в 10 утра и отступили туда же. Утром 12 февраля Шуленбург двинулся на Ильген, где дал армии отдых перед решающим маршем к Фрауштадту. Фрауштадт в тот же день был занят передовыми частями саксонской армии.
Рано утром 13 февраля саксонская армия двинулась от Ильгена к Фрауштадту. Один из передовых отрядов атаковал обоз шведов и захватил несколько десятков лошадей и телег.
В реляции от 16 февраля Шуленбург пишет: «В 13 день сего месяца при рассвете отправлял я марш свой чрез Баргена до Смигеля, дабы мне возможно было, если неприятель уступит, у него всегда по левой стороне и в близости быть. А пред тем ещё ночью две партии в разъезд и для рекогносцирования неприятеля выслал, которые между тем атаковали и с доброй удачею ариегард отогнали, взяв с них 20 до 30 палуб, из чего и вящее действо возпоследовать возмогло б, когда бы те люди от грабежу воздержались».
Союзники заняли позиции к 9 утра, ожидая атаки шведов. Весь обоз был оставлен в лагере у Ильгена.
Тем временем Реншильд в 7 утра выступил от Швецкау к Фрауштадту, достигнув около 11 часов утра западной опушки Гейерсдорфского леса и выйдя на поле перед позициями саксонской армии.

## Силы и боевой порядок сторон

### Саксонско-русская армия

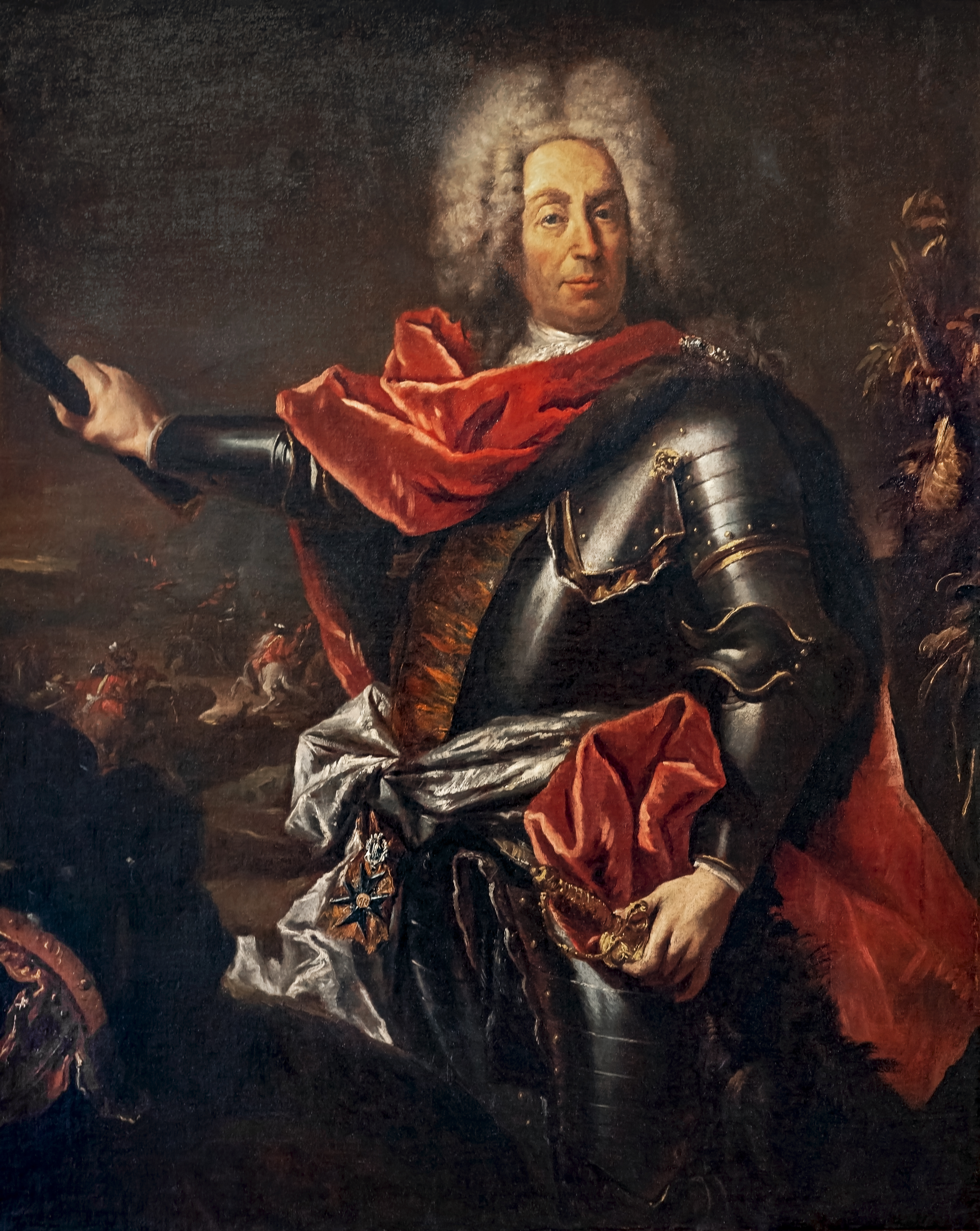
Иоганн Маттиас фон дер Шуленбург

Левый фланг армии составлял русский вспомогательный корпус, которым командовал генерал-лейтенант Г. Г. Востромирский (назначен командующим в 1705 году вместо арестованного генерал-лейтенанта И. Р. Паткуля) и полковник Гольц. В состав корпуса входили 10 батальонов пехоты общей численностью 6362 человека:
- Пехотный полк генерал-поручика Иоганна фон Паткуля (1-й батальон под командой подполковника Самуила Ренцеля, 2-й — подполковника Анисима Сатина, гренадерский подполковника Матиаса фон Карпа; всего 24 роты).
- Пехотный полк принца Гольштейнского под командой полковника Даниэля Кембела (1 бат., 8 рот).
- Пехотный полк Арнштедта (Arnstedt), под командой подполковника Василия Жеднова (1 бат., 8 рот).
- Пехотный полк полковника Ефима (Иокима) Гулица (1 бат., 8 рот).
- Пехотный полк полковника Дениса Бильса (1 бат., 8 рот).
- Пехотный полк полковника Фёдора Беллинга (1 бат., 8 рот).
- Пехотный полк Шённинга (Schonning), под командой подполковника Артемия Кривцова (1 бат., 8 рот).
- Смоленский стрелецкий полк под командованием капитана Альберта Кадеуса (4 роты).

Первая линия: пехотные полки Паткуль (3 батальона), Бильс (1 батальон), Гольштейн (1 батальон).
Вторая линия: полки Гулиц (1 батальон) и Арнштедт (1 батальон) и стрелецкий батальон Кадеуса.
Два полка (Беллинг и Шеннинг, оба по одному батальону) были развёрнуты на север перпендикулярно линии фронта. Полк Беллинга был ближе к первой линии, полк Шеннинга — ко второй.
Всего: 10 батальонов российской пехоты.
Центр и правый фланг армии составляли 19 саксонских батальонов, причём 1 батальон был укомплектован французами и 2 швейцарцами (пленены в параллельно шедшей войне за Испанское наследство и отправлены служить в саксонской армии). Пехотой здесь командовал сам Шуленбург при генерал-майорах фон Дросте и Зейдлере.
- Полк гвардии (4 бат.). Командиры: полковник фон Бозе (Oberst von Bose), подполковник фон Стожентин (Oberstlieutenant von Stojentin), майор Хант (Major Hunt), подполковник Нехмисс (Oberstlieutenant Nehmiß).
- Полк Мартиньера (французские гренадеры, 1 бат.). Командир: подполковник фон Жуаёс (Oberstlieutenant von Joyeuse).
- Полк Маллерака (швейцарцы, 2 бат.). Командиры: полковник де Маллерак (Oberst von Malleraques), подполковник фон Коинсин (Oberstlieutenant von Coinsin).
- Полк Королевы (2 бат.). Командиры: полковник барон Людвиг Карл фон Сакен (Oberst von Sacken), подполковник фон Пачевиг (Oberstlieutenant von Paczewig).
- Полк Наследного принца (2 бат.). Командиры: полковник фон Рейбниц (Oberst von Reibniz), подполковник фон Бенкендорф (Oberstlieutenant von Benkendorf).
- Полк Фюрстенберга (2 бат.). Командиры: полковник Кайзер (Oberst Kaiser), подполковник фон Вилькниц (Oberstlieutenant von Wilkniz).
- Полк Венедигера и Бирона (2 бат.). Командиры: полковник фон Браун (Oberst von Braun), подполковник фон Годелит (Oberstlieutenant von Gaudelit).
- Полк Востромирского и Реусса (2 бат.). Командиры: полковник фон Рейс (Oberst von Reuß), майор фон Раушендорф (Major von Rauschendorf).
- Полк Дроста и Рейбница (2 бат.). Командиры: подполковник Писторис (Oberstlieutenant Pistoris), подполковник фон Поникау (Oberstlieutenant von Ponikau)[19].

Один Батальон полка Востромирского и Реусса был выдвинут в деревню Гейерсдорф.
Правый загнутый фланг саксонского боевого порядка составляли 4-й (гренадерский) батальон Пешей гвардии и 1-й батальон полка Маллерака.
Первая линия (справа налево): батальон французских гренадер, 1-й, 2-й, 3-й, батальоны Пешей гвардии, батальон полка Дроста и Рейбница, 1-й батальон полка Наследного принца, 1-й батальон полка Фюрстенберга, батальон полка Венедигера и Бирона, 1-й батальон полка Королевы.
Вторая линия: 2-й батальон полка Маллерака, батальон Дроста и Рейбница, 2-й батальон полка Наследного принца, 2-й батальон полка Фюрстенберга, батальон полка Востромирского и Реусса.
Левый загнутый фланг: 2-й батальон полка Королевы и батальон полка Венедигера и Бирона.
Всего: 19 батальонов саксонской пехоты. Согласно Великанову, саксонских пехотинцев было 9771 человек, по Артамонову 9375, по Цехлину и труду шведского генерального штаба(последний ссылается на Цехлина) 9711.
Вся позиция пехоты была усилена непрерывной линий рогаток.
Кавалерия левого фланга имела в своём составе 20 эскадронов под командой генерал-майора графа Л. фон Дюневальда: 2 эскадрона находились в деревне Рёрсдорфе, а 18 эскадронов стояли в 4 линии к югу от неёдеревни.
На правом фланге была расположена кавалерия генерал-лейтенанта Кристиана Зигмунда фон Плёца в 22 эскадрона: 4 эскадрона заняли Гейерсдорф, остальные 18 эскадронов были построены в 4 линиях южнее деревни.
Численность саксонской кавалерии была незначительна: 32 драгунских и 10 кирасирских эскадронов насчитывали около 2 тысяч человек.
Артиллерия саксонской армии состояла из 4-ротного батальона в 300 человек. В распоряжении батальона находились: две 6-фунтовые гаубицы, шесть 6-ти фунтовых пушек, 24 3-х фунтовых полковых орудия и 50 ручных мортир, при которых были 771 ездовая и тягловая лошадь.
Шесть 6-фунтовых пушек располагались между 1-м и 2-м батальонами полка королевы для обстрела пространства перед фронтом русского корпуса. Полковые пушки располагались в промежутках между саксонскими батальонами. Перед фронтом русской пехоты находилось 6 орудий. Полковые пушки располагались батареями по три; две 6-фунтовые гаубицы находились близ центра боевого порядка саксонской пехоты.
Как батальоны, так и эскадроны были построены в три шеренги.
Всего армия генерала Шуленбурга насчитывала около 18 тысяч человек. Возможно, 18300 человек.

### Шведская армия

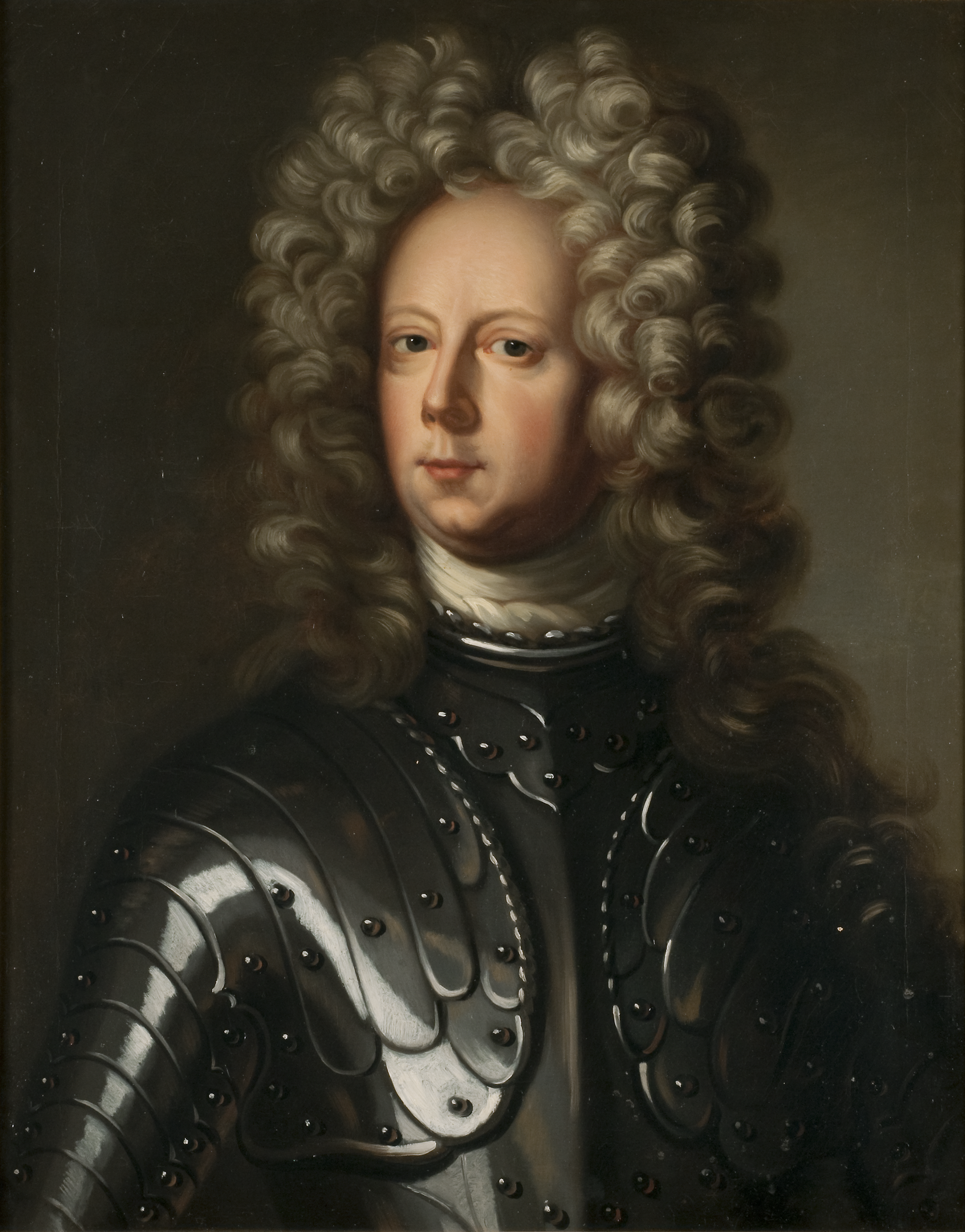
Шведский командующий Карл Густав Реншильд

Фельдмаршал К. Г. Реншильд осуществлял общее командование армией и командовал правым флангом, в чём ему помогал полковник Э. Крассов. Пехотой в центре командовали генерал-майоры А. Мардефельт и А. Спарре, кавалерией левого фланга командовал генерал-майор А. Хуммерхельм.
Правый фланг.
- Первая линия:
- 4 эскадрона Лейбдрагунского полка (полковник барон Гуго Йохан Гамильтон).
- 1-й батальон Нёрке—Вермландского полка (подполковник барон Карл Густав Руус).
- 4 эскадрона Северо—Сконского рейтарского полка (полковник барон Густав Горн).
- 2-й батальона Нёрке—Вермландского полка (подполковник Йохан Крунман).
- 4 эскадрона Северо—Сконского рейтарского полка (подполковник Нильс Юленшерна).
- Вторая линия:
- 4 эскадрона Бременского драгунского полка (полковник Эрнст Детлоф фон Крассов).
- 2 эскадрона Померанского драгунского полка (полковник барон Вильгельм Бурхард Мюллер фон дер Люнен).

Всего: 2 батальона, 10 драгунских, 8 рейтарских эскадронов.
Центр.
- Первая линия:
- Батальон Сёдерманландского полка (подполковник Габриэль Вейденхайн)[П 4].
- Батальон Сёдерманландского полка (капитан Кристофер Адольф Вендель)[П 4].
- Батальон Сёдерманландского полка (майор Йохан Кульхельм)[П 4].
- 1-й батальон Крунубергского полка (полковник Габриэль Лильехёк).
- 2-й батальон Крунубергского полка (подполковник Клаэс Юнг).
- Батальон Вестманландского полка (майор Людвиг фон Снойлский)[П 5].
- Батальон Вестманландского полка (капитан Генрих Стфкутфлюхт)[П 5].
- Батальон Вестманландского полка (подполковник Георг Фредрик де Фрицки)[П 5].
- Вторая линия:
- 2 эскадрона Померанского драгунского полка (майор барон Август Филипп Мардефельт)[П 6][34].

Всего: 6 (8) батальонов, 2 драгунских эскадрона.
Левый фланг
- Первая линия:
- 4 эскадрона Нюландского рейтарского полка (полковник Дадрик Фредрик Паткуль).
- 1-й батальон Вестерботтенского полка (майор Кристофер Бруншильд).
- 3 эскадрона Шведского адельсфана (подполковник Йохан Крон).
- 2-й батальон Вестерботтенского полка (подполковник Гидеон Фок).
- 4 эскадрона Сконского драгунского полка (полковник барон Кристиан Альбрехт фон Бухвальд).
- Вторая линия:
- 1 эскадрон Померанского драгунского полка[П 7].
- 1 эскадрон Вердинского драгунского полка (майор Кристофер фон Иссендорф).
- 4 эскадрона Вердинского драгунского полка (полковник Карл Густав Маршалк).

Всего: 2 батальона, 10 эскадронов драгун, 4 эскадрона рейтар, 3 эскадрона Шведского адельсфана.
Всего в составе армии Реншильда находилось 10 (12) батальонов и 37 эскадронов (15 рейтарских, 22 драгунских). Всего, согласно Великанову, 9—10 тысяч человек.
Точные сведения о числе эффективных комбатантов отсутствуют. Две шведских реляции позволяют сделать некоторые выводы о реальной численности пехоты. Согласно первой — силы батальона в среднем должны были составлять 360, согласно второй — 380 человек. Пехота была во время сражения разделена на 12 батальонов, следовательно, общая численность её могла составлять порядка 4,5 тысячи человек, то есть 75 % от штатной (6 тысяч). Если предположить то же соотношение реальной и штатной численности для кавалерии, — 75 % от штатных 7,6 тысяч человек дадут 5,7 тысяч. Таким образом, можно предположить, что общее число эффективных комбатантов в армии Реншильда, — исключая волохов, — составляло около 10 тысяч человек. Артиллерия у шведов отсутствовала вовсе.
Сам Шуленбург в письмах-реляциях Августу указывает, что шведские силы, по данным, исходящим от шпионов, языков, дезертиров и перебежчиков, не превосходили 9—10 тысяч, но в действительности оказалось около 12 тысяч.
Энциклопедия военных и морских наук указывает на численность армии в 10—12 тысяч. По Керсновскому численность шведской армии составляла 12 тысяч человек. По Артамонову армия Реншильда состояла из 12 батальонов пехоты (4,5 тысячи), 37 эскадронов кавалерии (5,7 тысяч) и не имела артиллерии, что в целом совпадает с оценкой шведского генерального штаба (см. в двух абзацах выше). По Кротову 9,5 тысяч человек (4,5 тысячи пехоты и 5 тысяч кавалерии) без артиллерии, по Бутурлину около 12 тысяч человек (12 батальонов и 37 эскадронов), но ни одной пушки, по Сверкеру Уредссону 10,2 тысячи человек, по Ларсу Эриксону Вольке 9,4 тысяч человек, из них 5,7 тысяч были кавалеристами, остальные пехотинцы, по Цехлину шведская армия состояла из 6 тысяч пехотинцев в 12 батальонах и 6,3 тысяч кавалеристов в 35 эскадронах.

## Планы сторон
По мнению шведского историка Ларса Эриксона Вольке, единственная надежда Реншильда на успех заключалась в том, чтобы использовать свое превосходство в кавалерии. С другой стороны, Шуленбургу приходилось полагаться на своё превосходство в пехоте. Поэтому оформились разные планы на сражение.

### План Шуленбурга
Шуленбург, с одной стороны, желал полевого сражения со шведами, с другой — знал о слабости своей кавалерии. Поэтому саксонский командующий решил вынудить шведов на полевой бой, но при этом самому стараться действовать оборонительно, опираясь на свою многочисленную пехоту. Шуленбург занял позицию к северо-востоку от Фрауштадта на открытой местности между Рёрсдорфом и Гейерсдорфом. Левый фланг был прикрыт заборами и зарослями у Рёрсдорфа, а правый — непромёрзшими прудами и каналами у Ландграбена. В задачу эскадронов правого фланга входило отбросить противника, если он атакует через Ландграбен, если же атака будет направлена на расположенную между Рёрсдорфом и Гейерсдорфом пехоту, то им следовало через Гейерсдорф атаковать левый фланг противника. По мнению Вольке, это была «очень хорошая оборонительная позиция».
Шуленбург, не желавший, чтобы шведы сосредоточились на более слабых русских полках, приказал вывернуть солдатам русского вспомогательного корпуса кафтаны наизнанку (Красной подкладкой наверх, так как саксонцы носили красные мундиры). Возможно, часть русских солдат поменялась мундирами с союзниками. Позднее некоторые авторы указывали, что русские сделали это после сражения, чтобы избежать расправы шведов, выдав себя за саксонцев. Однако Шуленбург в своих письмах Августу Сильному однозначно пишет именно о приказе, указывая при этом, что это было сделано до битвы.
Вот что Шуленбург пишет в реляции от 17 февраля: «Однако же большая часть неприятелей к русскому корпусу обратились, еже мы и без того чаяли, и ради того велел я им мондир вывратить, дабы красная подкладка наверх была».

### План Реншильда
План Реншильда состоял в том, чтобы опрокинуть своей кавалерией слабые фланги саксонцев и выйти в тыл саксонской пехоте, рельеф местности вряд ли позволял что-либо ещё. Чтобы скрыть свои намерения, шведский фельдмаршал сдерживал свою кавалерию в первые минуты боя.
Фронт атаки делился на 4 сектора, каждому из которых соответствовала оперативная группа. Справа оба батальона Нёрке-Вермландского полка и Северо-Сконский рейтарский полк под личным руководством командующего армией атаковали русских к юго-востоку от Рёрсдорфа; 3 батальона Сёдерманландского и 1-й батальон Крунубергского полков под началом генерал-майора А. Мардефельта — оставшуюся часть позиции русского корпуса и прилегающие к ним позиции саксонцев; 2-й батальон Крунубергского полка и 3 батальона Вестманландского полков под началом генерал-майора А. Спарре — главным образом вражеский центр. Наконец, Вестерботтенский полк, Адельсфан и Нюландский рейтарский полк под руководством полковника Паткуля действовали против правого крыла саксонской пехоты.
На «русском» фланге шведская кавалерия (ударная группа из 12 эскадронов) должна была «прорубиться через Рёрсдорф и атаковать неприятельскую кавалерию, вместе с тем… зайти пехоте в тыл».
На левом крыле подобный манёвр надлежало совершить Вердинскому драгунскому полку и эскадрону Померанского драгунского полка, которые, сформировав группу с находящимся на крайнем левом фланге Сконским драгунским полком, опрокидывали саксонскую кавалерию южнее Гейерсдорфа и через деревню или в обход её заходили в тыл вражеской пехоте.
Победа шведской армии над союзной при Фрауштадте в более старых текстах по истории Швеции, особенно в 1910-х годах, использовалась как пример классической тактики окружения и уничтожения врага, вдохновлённой победой Ганнибала над римлянами при Каннах в 216 г. до н. э. Сегодня историки согласны с тем, что это была важная победа, но вряд ли она основана на исторических знаниях о победе Ганнибала в древности. Наоборот, это рассматривается как очевидный результат здравого тактического мышления и отличного военного руководства, что, конечно, немаловажно. План Реншильда, скорее всего, не был вдохновлён победой Ганнибала, а объясняется собственным тактическим мастерством Реншильда.

## Ход битвы

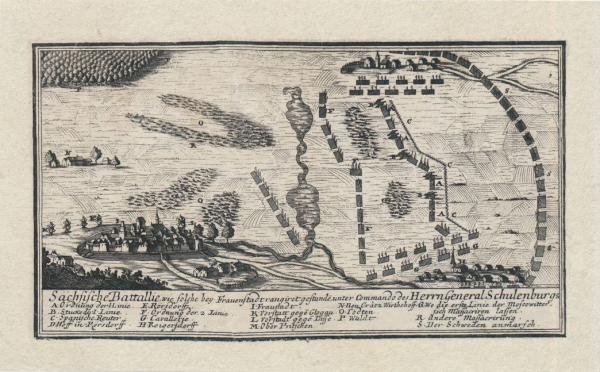

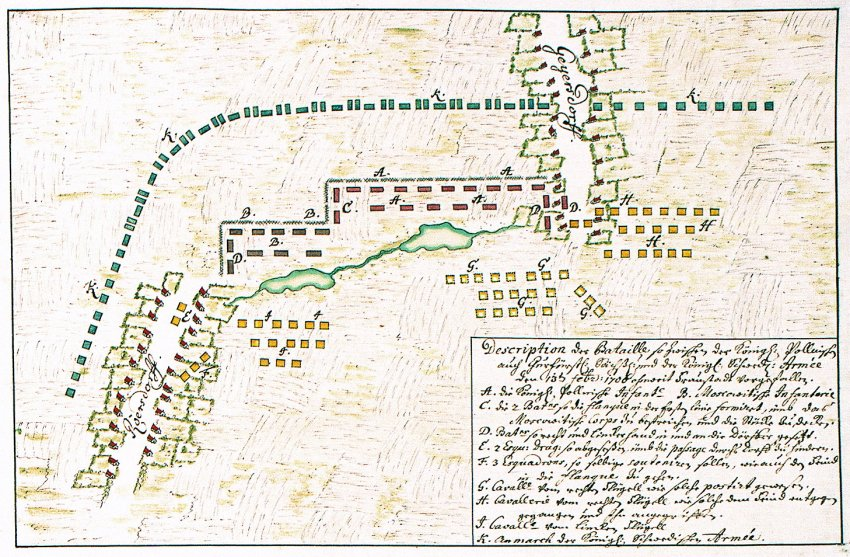

В 7 часов утра 13 февраля все полки, пропев с воодушевлением псалмы, под девизом «С Божьей помощью, и да будет всё как при Клишове!» пошли тремя колоннами по заснеженным полям на сближение. Вопреки прошлым неудачам, саксонцы решили бодрить себя кличем: «Macht nieder alles!» («Разваливай всё!»). В полдень колонны развернулись в тонкую линию длиной почти в 3 км. Ненастье, как и под Нарвой в 1700 году, было на руку атакующим — дождь со снегом слепил глаза противнику.
12 эскадронов драгун (лейб-драгунский полк, Померанский и Бременский полки, по 4 эскадрона от каждого полка) атаковали с севера, отбросив находившиеся здесь 6 саксонских эскадронов и вышли, миновав заборы, заросли и рвы, к южной околице деревни. Здесь шведы начали разворачиваться для атаки основной части (14 эскадронов) кавалерии генерал-майора Л. Дюневальда, которые были построены в поле южней деревни в 4 линии. Но саксонцы пустились в бегство, не дождавшись атаки. Как потом выяснилось, Дюневальд начал разворачивать первую линию эскадронов фронтом на северо-восток в направлении появившихся из деревни шведов, а находившиеся сзади эскадроны восприняли это движение как начало отступления и побежали с поля боя. За ними последовали и кавалеристы первой линии. Дюневальд остановить своих людей не смог, левый фланг русского корпуса оказался полностью открыт. На правом фланге саксонская кавалерия отбила 3 атаки шведов, но была опрокинута четвёртой. Из 22 эскадронов правого фланга приказ о контратаке выполнили только 2. Таким образом, оба фланга союзной пехоты оказались оголены, и шведская кавалерия вышла в тыл основной линии. Избежав потерь, саксонские всадники сбросили кирасы и принялись грабить русский и собственный обоз.
Русская пехота, несмотря на приказ Востромирского, открыла залповую стрельбу преждевременно по наступавшим без выстрелов шведам, практически не причинив им вреда (тем не менее под Реншильдом, возглавившем атаку Нёрке-Вермландского полка, была убита лошадь). Шведы вплотную приблизились к рогаткам и с близкой дистанции дали 1 залп, приведя всю первую линию русских в расстройство. Саксонцы успели трижды выстрелить из орудий, последний залп был сделан с 10—12 шагов картечью. Шведы только у самых рогаток сделали один залп и стали раскидывать их, чтобы сделать проходы. Главный удар был направлен на слабейшее звено — французы и швейцарцы бросали на землю знамёна, заряженные мушкеты и сдавались, когда их окружала даже малая группа шведов. Как и под Нарвой, вломившись в строй, шведы развернулись в две стороны, в основном против русских, и заработали штыками, пиками и шпагами. Драгуны напали на пехоту с тыла, 12 трофейных пушек открыли фланговый огонь по русским, «отчего российские люди пришли в конфузию и от жестокой стрельбы розбиты». Востромирского испуганные стрельбой упряжные лошади в начале боя зацепили дышлом и унесли к шведам. 4 русских полка и гренадерский батальон, которые стояли в окружении в передней линии, «с места не сошли и были все перебиты». Реншильд, командовавший на правом фланге, «врезался со шпагой в московитские батальоны и крушил всех, кто попадался ему по пути». Бегущие из первой линии завалили строй второй. Однако некоторые полки держали строй, «особливо российские гораздо устояли… однако же и они за сметением других и понеже наши бегущие на них же навалилися, выстрелять не могли». Шведские драгуны напали на неприятеля с тыла. Солдаты метались как безумные, не слушали офицеров и гибли под выстрелами и штыками, — писал Шуленбург Августу II через 2 дня. С трудом часть солдат была поставлена в строй, но в расширявшиеся интервалы вливались новые массы пехоты и конницы, рубившей рассыпавшиеся батальоны.
Атака каролинеров на правый фланг, где находились саксонские гвардейские полки, первоначально была отражена. Как пишет Шуленбург в реляции от 16 февраля 1706 года: «Остальная часть корпуса де баталии вместе с инфантериею от правого крыла ещё гораздо устояли и неприятеля несколко кратно отбивали, которые от 4-х шквадронов даже до конца оборонены были». В реляции от 17 февраля Шуленбург пишет: «…неприятелское левое крыло с нашим правым в бой вступило, но от гвардии инфантерии с великою же уроною убито, так что мы потому и совершенной виктории ожидали, ежели бы противно не обратилось, ибо, понеже наша кавалерия уже отступившего неприятеля не прогоняла, оттого он время улучил паки в строй собраться». Саксонская гвардия открыла огонь и нанесла большой урон Вестерботтенскому пехотному полку. Другой батальон саксонцев и батальон швейцарцев яростно отбивались от Нюландского кавалерийского полка. Но, несмотря на это, армия стала отступать под ударами шведов. Вторая линия не поддержала первую. Вопли об окружении вызвали всеобщий ужас, части стали стрелять друг в друга.
Шуленбургу удалось удержать в руках часть войск (11 батальонов и 3 эскадрона) и организованно отойти к лесу у Рёрсдорфа, однако здесь саксонцы были окружены шведской кавалерией и вынуждены сдаться (самому Шуленбургу, получившему пулевое ранение в правое бедро, удалось бежать).
Август II с саксонским корпусом стоял в 15 милях от сражения, но вместо того, чтобы помочь армии Шуленбурга, он отступил в Краков. Камергер и летописец Карла XII Густав Адлерфельд, описывая Фрауштадтскую битву, иронически отмечает, что Август II имел при себе «от десяти до двенадцати тысяч человек» в день этого боя, но оставался в расстоянии «всего 15 миль от места сражения», все «надеясь», что удастся окружить шведов. Но это не удалось, и он со своими двенадцатью тысячами невредимо успел умчаться в Краков, так и в глаза не видев неприятеля.

## Военные преступления шведов
О убийстве русских пленных после сражения пишет Вольтер в «Истории Карла 12»: «Московиты на коленях умоляли о пощаде, но были бесчеловечно перебиты, что произошло через шесть часов после битвы в возмездие за жестокости их соотечественников, а также дабы избавиться от пленников, с коими неизвестно было как поступить». Причём он полагал (не вполне уверенно), что было убито от 1200 до 1500 русских пленных. Вольтер в письме (от 15 сентября 1740 года) просил самого М. И. Шуленбурга подтвердить или опровергнуть эту информацию: «Меня уверяют, в частности, что в битве при Фрауштадте маршал Реншильд хладнокровно приказал перебить 12 или 15 сотен московитов, которые умоляли о пощаде на коленях, шесть часов спустя после сражения; он [Адлерфельд] настаивает, что их было всего шестьсот, и вдобавок убиты они были сразу же после боя. Вы должны (об этом) знать, сударь; вы составляли диспозицию, которой воздали должное даже шведы в этой злосчастной битве: так не окажете ли мне любезность поведать истину, которую я люблю так же, как и вашу славу». К сожалению, ответ М. И. Шуленбурга неизвестен.
Участник сражения лейтенант И. М. Лит оставил такое описание кровавой расправы: «…те, кто не был убит в акции, бросали оружие, срывали треуголки и взывали о пардоне, который саксонцы везде получали, а русские нет. Без разрешения его превосходительства господина генерала Реншильда драгуны, кавалеристы и пехотинцы образовали круг, в который собрали всех уцелевших русских — приблизительно 500 человек, которые тут же безо всякой пощады были перестреляны и перерезаны, так что они валились друг на друга, как овцы на бойне».
Шведский очевидец, обеляя Реншильда, не записал, что русских пленных издевательски клали по 2-3 человека друг на друга и прокалывали их пиками и штыками. Потом добивали раненых, разыскивая их в течение 2 дней среди пленных саксонцев по вывернутым красным наизнанку мундирам, выводили перед строем и простреливали голову. Жестокость того времени была всеобщей. Расправу с пленными позже одобрил Карл XII, видимо, как месть за разорённую Лифляндию и Эстляндию. Захваченных позже пленных уже не истребляли, но рубили 2 пальца правой руки и прогоняли. Так пишет историк Артамонов.
Другой участник сражения, полковник Северо-Сконского рейтарского полка Нильс Юлленшерна: по его словам, шведские кавалеристы преследовали и беспощадно убивали бегущих или просящих пощады русских, поскольку на правом крыле союзной армии всё ещё кипел бой. Согласно официальной шведской реляции, в плен попало 340 «московитов».
Практически единственный опубликованный русский источник об этих событиях приведён в письме русского посла князя В. Л. Долгорукого к А. Д. Меншикову от 3 мая 1706 года из Кракова: «Расспрашивал я у солдат 2 человек, которые были в неволе у шведов, каким образом их шведы побили, взяв в полон. Один сказывает: каквзяли их в полон, и посадили в избу капитана и 15 человек соллат здоровых и раненых, и держали их под караулом до вечера в той избе; в вечеру стали брать по одному человеку и выводить на двор, первого капитана вывели и закололи, потом и солдат всех, по одному выводя, перекололи; каптенармус вошёл раненый, просит пить, в ту избу, и того выведя, закололи; а тот солдат, сказывает, пролежал под кроватью, прикрываясь соломою, и ночью ушёл. Другой сказывает: на 4 день после бою приехал шведский генерал и сказал им, чтоб больные и раненые, которые не могут идти, чтоб отбирались в одно место, обещал им дать квартеры для покою, и, отделя, велел отвести на особый двор далее от здоровых; потом приехал сам на тот двор и приказал их загнать в сарай, и послал двух человек, велел их переколоть. Как те два человека вошли и стали их колоть, наши солдаты, у которых были ножи в зепях, вынув, тех двух человек изрезали; увидели то шведы, бросились много и со шпагами в тот сарай, и всех перекололи; только, сказывает, 4 человека их осталось, которые пролежали под мёртвыми, а вышли они, как шведы из той деревни поехали. А было наших солдат в том сарае слишком со сто человек». Позднее в одной из заключительных редакций «Гистории свейской войны…» указано, что русским не давали пощады в силу королевского указа, и «ругательски, положа человека по 2 и по 3 один на другого, кололи их копьями и багинетами».
В письме русского посланника в Швеции Андрея Хилкова от 8 июля 1706 года ситуация с избиением русских пленных со слов капитана князя Бориса Степановича Бабичева описывается следующим образом. Согласно им, в шведский плен попало 340 рядовых, из которых 80 были ранены, и 15 офицеров, из которых 5 были ранены. Всех раненых солдат шведы через несколько дней умертвили, раненых офицеров же отправили на лечение в Познань. Сохранилось описание ранений капитана Осипа Саввиновича Раткова, полученных им в сражении при Фрауштадте, которые подтверждают версию о том, что основные потери русские полки понесли от шведской кавалерии: «правая нога пробита, на оной же ноге ниже лодыжки ранен пулею мушкетною, борода рассечена шпагою и спина коньми истоптана». Оставшиеся 10 офицеров и 260 рядовых перевезли в Швецию, солдаты были отданы на крестьянские работы, офицеры содержались под караулом. К письму Хилкова приложен именной список доставленных в Стокгольм офицеров. Часть упомянутых там офицеров осталась жива, и впоследствии они вернулись в Россию и продолжили свою службу. Также примечательно, что Бабичев упоминает лишь собственно о русских офицерах и ни слова не говорит об иностранцах, служивших в русских полках.
Подводя итоги, российский историк Владимир Сергеевич Великанов пишет, что необходимо разделить два эпизода: избиение шведской кавалерией спасающихся бегством от Рёрсдорфа через открытое поле остатков русских полков и убийство раненых пленных после сражения. В первом случае, при всей его жестокости, речь идёт об обычной практике преследования и уничтожения беспорядочно отступающего противника и данную ситуацию необходимо отличать от организованной сдачи саксонских частей на опушке у Рёрсдорфа. Во втором случае речь идёт об организованном убийстве пленных, и здесь необходимо отметить, что в сообщении Хилкова (основанном на рассказе русских пленных) общее число русских пленных совпадает с официальными шведским данными. Число же убитых пленников примерно соответствует данным князя В. Л. Долгорукова. То есть в обоих описаниях с высокой степенью вероятности речь идёт об одном и том же событии. Таким образом, мы должны согласиться с мнением шведских источников, что основные потери русских полков пришлись на бегство через поле от Рёрсдорфа, когда шведские кавалеристы в запале боя без разбора рубили убегающего противника. Затем после боя шведами по приказу Реншильда были хладнокровно убиты около сотни русских раненых солдат, которые не представляли для шведов никакой ценности и лишь служили для них обузой. При этом раненых русских офицеров они разместили на лечение в Познани в соответствии со всеми тогдашними нормами ведения войны. При всей жестокости отданного Реншильдом приказа он укладывался в правила и логику тогдашних правил ведения войны. Схожим образом поступил и русский фельмаршал Б. П. Шереметев, который при отступлении после боя при Гемауэртгофе, приказал перебить всез захваченных ранее шведских пленных («а Шведов, взятых в Митаве, всех в обозе нашем побили, дабы они к неприятелю паки не возвратились»).

## Потери сторон
Генерал Шуленбург потерял почти всю армию: на поле боя осталось лежать, согласно Великанову, около 6-8 тыс. чел. союзной армии, включая 16 полковых и 320 ротных офицеров. Шведский генеральный штаб в своём труде указывает на количество мёртвых в 7-8 тыс. чел., включая 16 полковых и 360 ротных офицеров. Шведы в своей реляции сообщили о 7377 мёртвых, кригскомиссар Адлерстен в письме от 17 февраля 1706 года пишет, что насчитали 7830 тел, «не считая тех, что были в Силезии, преследуемые нашими до Гросс-Глогау, и тех, что, ранеными ещё лежали повсюду на поле». Из 12 тыс. саксонцев обратно вернулись лишь около 3 тыс. чел., в плен попало (данные из шведской реляции) 7633 чел., включая 2 тыс. раненых: 2 генерала (генерал-лейтенант Востромирский и генерал-майор Лютцельбург), полковник, 6 штаб-офицеров, 46 капитанов, 1 полковой квартирмейстер, 85 лейтенантов, 57 фендриков, 5 адъютантов, 2 кавалергарда, 242 унтер-офицера, 9 фельдшеров, 112 музыкантов, 85 чинов артиллерийской прислуги и 6980 рядовых (включая 650 французов и 340 русских). Шведам достались 71 знамя (согласно графскому диплому Реншильда — 74), вся артиллерия (29 пушек, 2 гаубицы и 44 мортирки), 11008 шпаг, 11099 ружей и множество другого имущества.
Потери русского корпуса точно не установлены. Из примерно 6,4 тыс. чел., бывших в строю накануне сражения, обратно в Саксонию вернулось лишь около 1,8 тыс. чел., 355 попали в плен, несколько сотен самостоятельно добрались до России, а около 4 тыс. — это те, чья судьба точно неизвестна — погибшие или дезертиры. Как писал царь Пётр королю Августу, «ни одного почитай в полон не взято, а от ваших саксонских войск не болши семисот человек побито и толь великое число в полон взято».
Ниже в таблице приведены данные о потерях союзной армии из различных источников.
| Источник                                  | Год  | Потери |
| ----------------------------------------- | ---- | --- |
| Д. П. Бутурлин                            | 1820 | убитыми и ранеными до 7000, пленными более 7000 (в том числе 340 русских), саксонской пехоты уцелело 500 человек, русской — 1600, 31 пушка из 36, 76 знамён                               |
| Военная история Российского государства   | 1839 | до 14000 человек, русских спаслось 1600 |
| Н. Г. Устрялов                            | 1863 | убитыми более 7000, 31 орудие из 32. Из 6300 русских спаслось не более четверти |
| Энциклопедия военных и морских наук       | 1897 | 6000 убитыми и ранеными, более 8000 пленными, 29 пушек, 2 гаубицы, 44 мортирки, 68 знамён                                                                                                 |
| Гастон Бодар                              | 1908 | 5000 убитыми и ранеными, 8000 пленными (в том числе 157 офицеров), 31 орудие из 32, 68 знамён                                                                                             |
| А. А. Керсновский                         | 1992 | 6000 убитыми и ранеными, 8000 пленными, 68 знамён, 75 орудий |
| Б. Н. Григорьев                           | 2006 | Число погибших и пленных русских и саксонцев примерно одинаково — по 7500 человек, от всей армии уцелело не более 2000 человек                                                            |
| В. А. Артамонов                           | 2009 | русских убито до 5000 (включая пленных), саксонцев погибло около 700, взято в плен 7638 саксонцев. 29 пушек, 2 гаубицы, 44 мортирцы, 74 знамени. Из всей армии спаслось лишь 3000 человек |
| Вячеслав Анатольевич Красиков             | 2010 | убитыми более 7000, в плен взято 2000, вся артиллерия (32 орудия), 68 знамён. От русского корпуса осталось 1600 человек                                                                   |
| П. А. Кротов                              | 2014 | павшими до 8000, включая русских пленных |
| Lars Erickson Wolke (Ларс Эриксон Вольке) | 2018 | около 7300 убитыми, 7600 пленными |
| Сверкер Уредссон                          | 2022 | пленено 7600 человек |
| Александр Викторович Беспалов             | 2022 | убито 7377, в плен взято 7633 (из них 2000 ранены) |

Великанов в монографии не приводит данные о шведских потерях, но они имеются в труде генерального штаба. Потери были относительно невелики: погибли 1 полковник — командир Крунубергского полка Лильехёк, 2 других полковых офицера — подполковник Крунхельм (сконские драгуны) и майор фон Сноильский (вестманландская пехота), 10 капитанов и ротмистров, 11 младших офицеров и 400 унтер-офицеров и рядовых; были ранены — 2 полковника — командир Сконского драгунского полка барон фон Бухвальд и командир Нюландского рейтарского полка Паткуль, 3 других полковых офицера, 72 ротных офицера и около 1 тысячи унтер-офицеров и рядовых. Согласно вышеупомянутому письму Адлерстена, погибло 328 рядовых, 697 было ранено. Шведский историк Оскар Шьёстрем пишет, что шведские потери составили около 400 убитых, около 400 смертельно раненых, около 1 тысячи раненых.
Ниже приведены данные о шведских потерях из других источников.
| Источник                                  | Год  | Потери                                                                     |
| ----------------------------------------- | ---- | -------------------------------------------------------------------------- |
| Д. П. Бутурлин                            | 1820 | до 400 убитыми и 1400 ранеными                                             |
| Энциклопедия военных и морских наук       | 1897 | 1400 убитыми и ранеными                                                    |
| Гастон Бодар                              | 1908 | 2000 убитыми и ранеными                                                    |
| А. А. Керсновский                         | 1992 | 1400 убитыми и ранеными                                                    |
| В. А. Артамонов                           | 2009 | 425 убитыми, 1077 ранеными                                                 |
| Вячеслав Анатольевич Красиков             | 2010 | несколько сотен убитыми и ранеными (по русским оценкам от 1400 до 3 тысяч) |
| П. А. Кротов                              | 2014 | 452 убитыми, 1077 ранеными                                                 |
| Lars Erickson Wolke (Ларс Эриксон Вольке) | 2018 | 400 убитыми, 740 ранеными                                                  |
| Александр Викторович Беспалов             | 2022 | 452 убитыми, 1077 ранеными                                                 |

## Итоги
Побеждённый Шуленбург в письме Евгению Савойскому отдаёт лавры первенства каролинской армии: «Мы не можем найти достаточно похвальных слов для характеристики порядка [в стане] противника и твёрдости, с каковой он приступил и атаковал, невзирая на огонь: должно быть, огромное удовольствие и уверенность [дарит] управление войсками такого рода в нашем деле, горе и отчаяние не помешают нам, принеся елей, признать эту армию совершенно небывалой среди когда-либо сражавшихся».
Сражение Реншильд провёл мастерски — вдвое меньшими силами он окружил противника и через 2 часа истребил его. Фактически ему удалось повторить Каннскую битву. По количеству убитых и пленных победа шведов при Фрауштадте сопоставима с русской победой при Полтаве. Реншильд заслуженно получил титул графа, но сделал ошибочный вывод о возможности обходиться без артиллерии.
После понесённого поражения Шуленбург был вынужден отступить с остатками своих войск обратно в Лузацию, и он уже ничем не мог помочь русской армии, блокированной в Гродно.
Саксонцам так и не удалось весной-летом 1706 года восстановить численность и боеспособность своих войск, и у Шуленбурга не было сил, противостоять шведскому вторжению в Саксонию в сентябре 1706 года. Саксония была вынуждена капитулировать и согласиться на подписание Альтранштадского договора, по которому Август II отказался от польской короны в пользу шведского кандидата Станислава Лещинского.

## В популярной культуре
Ранее в 2003 и 2005 годах А. В. Беспаловым была опубликована под двумя разными названиями одна и та же статья, посвящённая русскому вспомогательному корпусу и его участию в сражении при Фрауштадте. Многие сообщаемые им сведения приведены некорректно или вовсе не соответствуют действительности. В частности, по многим приведённым ссылкам отсутствует информация по указанным там событиям и фактам, а многие сведения прямо противоречат сохранившимся архивным источникам. Подробный разбор приведён в предисловии к работе В. С. Великанова.
Этому сражению посвящена песня «Killing Ground» шведской пауэр-метал группы Sabaton.